# Новый Колосс
«Новый Колосс» (англ. The New Colossus) — сонет Эммы Лазарус (1849—1887), написанный в 1883 году и позже, в 1903, отлитый на бронзовой доске внутри Статуи Свободы.

## История поэмы

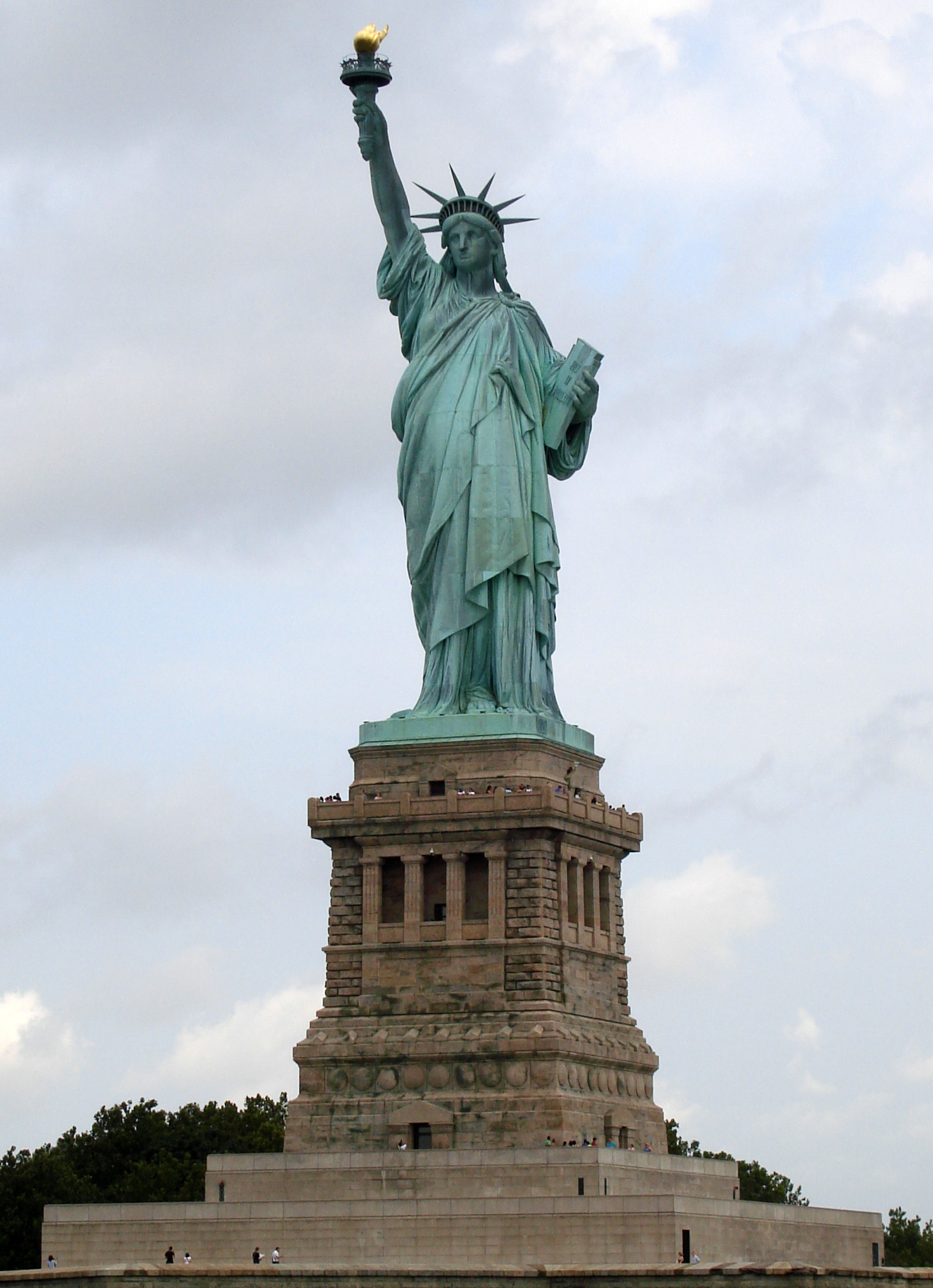
Статуя Свободы на острове Либерти в Нью-Йорке

Этот сонет был написан как пожертвование для аукциона художественных и литературных произведений, проведенного «Выставкой Фонда художественного займа в помощь фонду пьедестала Бартольди для Статуи Свободы». Фонд был создан с целью сбора средств на строительство пьедестала. Когда устроитель аукциона Уильям Максвелл Эвартс предложил Эмме Лазарус участвовать, она сначала отказывалась, говоря, что не может сочинять стихи по заказу. Однако писательница Констанция Кэри Харрисон убедила её взяться за работу, сказав, что статуя будет иметь большое значение для иммигрантов, прибывающих в гавань.
«Новый Колосс» был первым произведением, зачитанным на открытии выставки 2 ноября 1883 года. Произведение оставалось связанным с выставкой, присутствуя в опубликованном каталоге, до момента её закрытия в связи с завершением сбора средств в августе 1885 года. После этого оно было забыто и на открытии статуи в 1886 году уже не играло никакой роли. Тем не менее, в течение этого периода времени оно было опубликовано в газете «Нью-Йорк уорлд» Джозефа Пулитцера, а также в «Нью-Йорк таймс». В 1901 году Джорджина Шайлер, подруга Лазарус, предложила увековечить память поэтессы и её стихотворение, что было сделано в 1903 году, когда мемориальная доска с текстом стихотворения была помещена на внутреннюю стену пьедестала Статуи Свободы.

## Оригинал текста
Not like the brazen giant of Greek fame,

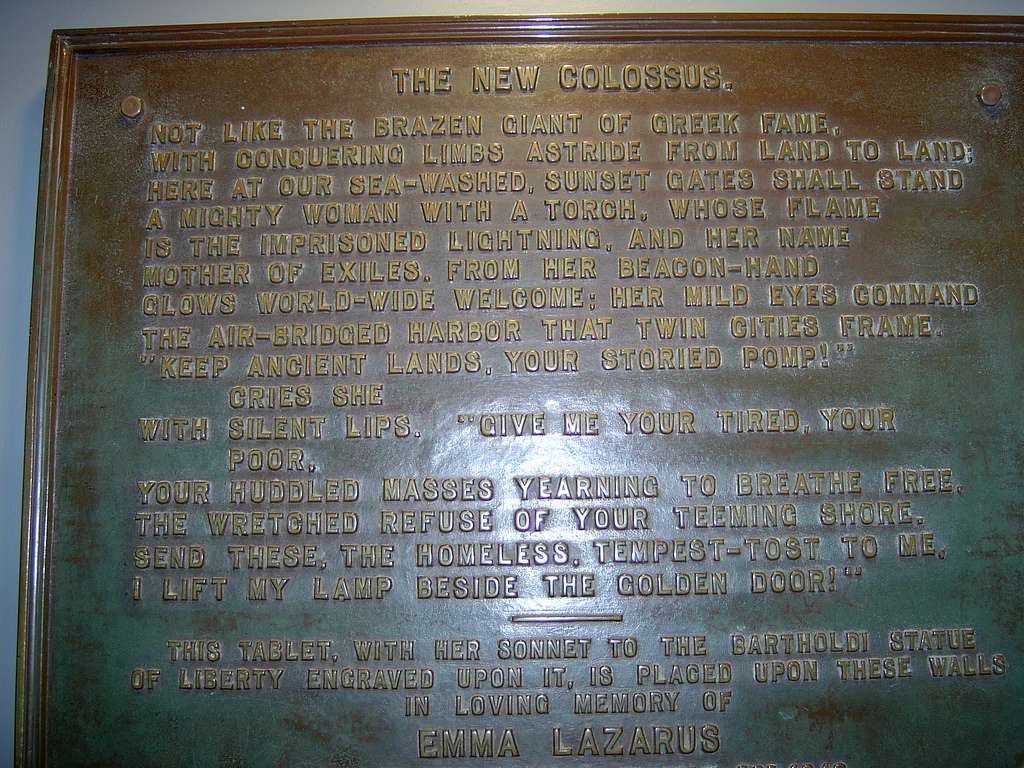
Мемориальная доска с текстом сонета

With conquering limbs astride from land to land;

Here at our sea-washed, sunset gates shall stand

A mighty woman with a torch, whose flame

Is the imprisoned lightning, and her name

MOTHER OF EXILES. From her beacon-hand

Glows world-wide welcome; her mild eyes command

The air-bridged harbor that twin cities frame.

"Keep, ancient lands, your storied pomp!" cries she

With silent lips. "Give me your tired, your poor,

Your huddled masses yearning to breathe free,

The wretched refuse of your teeming shore.

Send these, the homeless, tempest-tost to me,

I lift my lamp beside the golden door!"

### Подстрочник
Не так, как бронзовый гигант греческой славы,

Победно опиравшийся ногами на две земли, —

Здесь, в наших омываемых морем закатных воротах, стоит

Могучая женщина с факелом, пламя которого —

Пойманная молния, и её имя —

Мать изгнанников. От её руки-маяка

Светится приветствие всему миру; её мягкие глаза

Владычествуют над гаванью, обрамляющей два соседних города.

«Оставьте, древние страны, ваше легендарное великолепие! —

Кричит она безмолвными устами. —

А мне отдайте ваших несчастных, ваших бедняков,

Ваши задавленные массы, мечтающие дышать свободно,

Жалкий мусор ваших изобильных берегов,

Шлите их, бездомных, бросаемых бурей, ко мне.

Я поднимаю мой светоч у золотой двери!»